# العلاقات الأرمنية الإماراتية
العلاقات الأرمينية الإماراتية هي العلاقات الثنائية التي تجمع بين أرمينيا والإمارات العربية المتحدة.

## مقارنة بين البلدين
هذه مقارنة عامة ومرجعية للدولتين:
| وجه المقارنة                                              | أرمينيا                    | الإمارات العربية المتحدة |
| --------------------------------------------------------- | -------------------------- | ------------------------ |
| المساحة (كم2)                                             | 29.74 ألف                  | 83.60 ألف                |
| عدد السكان (نسمة)                                         | 2.93 مليون                 | 9.40 مليون               |
| الكثافة السكانية (ن./كم²)                                 | 98.52                      | 112.44                   |
| العاصمة                                                   | يريفان                     | أبو ظبي                  |
| اللغة الرسمية                                             | لغة أرمنية                 | اللغة العربية            |
| العملة                                                    | درام أرميني                | درهم إماراتي             |
| الناتج المحلي الإجمالي (بليون دولار)                      | 11.54 مليار                | 382.58 مليار             |
| الناتج المحلي الإجمالي (تعادل القوة الشرائية) بليون دولار | 25.41 مليار                | 640.72 مليار             |
| الناتج المحلي الإجمالي الاسمي للفرد دولار أمريكي          | 3.49 ألف                   | 40.44 ألف                |
| الناتج المحلي الإجمالي للفرد دولار أمريكي                 | 8.07 ألف                   | 67.67 ألف                |
| مؤشر التنمية البشرية                                      | 0.743                      | 0.835                    |
| رمز المكالمات الدولي                                      | +374                       | +971                     |
| رمز الإنترنت                                              | .am، .հայ ‏                 | .ae، .امارات             |
| المنطقة الزمنية                                           | ت ع م+04:00، توقيت أرمينيا | ت ع م+04:00              |

## منظمات دولية مشتركة
يشترك البلدان في عضوية مجموعة من المنظمات الدولية، منها:
| علم المنظمة | اسم المنظمة                               | تاريخ انضمام أرمينيا | تاريخ انضمام الإمارات العربية المتحدة |
| ----------- | ----------------------------------------- | -------------------- | ------------------------------------- |
|             | مؤسسة التنمية الدولية                     | 25 أغسطس 1993        | 23 ديسمبر 1981                        |
|             | يونسكو                                    | 9 يونيو 1992         | 20 أبريل 1972                         |
|             | وكالة ضمان الاستثمار متعدد الأطراف        | 5 ديسمبر 1995        | 20 أكتوبر 1993                        |
|             | الأمم المتحدة                             | 2 مارس 1992          | 9 ديسمبر 1971                         |
|             | الفريق المعني برصد الأرض                  | ?                    | ?                                     |
|             | الاتحاد البريدي العالمي                   | ?                    | ?                                     |
|             | البنك الدولي للإنشاء والتعمير             | 16 سبتمبر 1992       | 22 سبتمبر 1972                        |
|             | الاتحاد الدولي للاتصالات                  | 30 يونيو 1992        | 27 يونيو 1972                         |
|             | منظمة حظر الأسلحة الكيميائية              | ?                    | ?                                     |
|             | مؤسسة التمويل الدولية                     | 18 أبريل 1995        | 30 سبتمبر 1977                        |
|             | المركز الدولي لتسوية المنازعات الاستشارية | 16 أكتوبر 1992       | 22 يناير 1982                         |
|             | منظمة التجارة العالمية                    | 5 فبراير 2003        | ?                                     |
|             | منظمة الشرطة الجنائية الدولية             | ?                    | ?                                     |

## وصلات خارجية
- موقع وزارة الخارجية الأرمينية
- موقع وزارة الخارجية الإماراتية